# Bonte reiger
De bonte reiger (Egretta picata) is een vogel uit de familie van de reigers (Ardeidae).

## Kenmerken
De bonte reiger wordt 43 tot 55 cm lang en heeft een voornamelijk leizwart verendek met een witte keel en nek. De snavel is geel. Het uiterlijk is vergelijkbaar met dat van de withalsreiger. Hij weegt zo'n 247 tot 280 gram.
Bij onvolwassen vogels ontbreken de kam en de donkere kleur op het hoofd.

## Habitat en verspreiding
De vogel komt voor in Australië, Indonesië, Papoea-Nieuw-Guinea en Oost-Timor in draslanden en graslanden, mangroven, rivieren, meren, moerassen en rijstvelden.

## Voeding en voortplanting
Hij voedt zich met insecten, kikkers, krabben, vis en andere kleine waterdieren. Insecten zijn de belangrijkste bron van voedsel. Broeden geschiedt meestal in kolonies met tot duizend soortgenoten waar ook ibissen en aalscholvers deel van uitmaken. Het vrouwtje legt drie of vier eieren die na ongeveer drie weken uitkomen.